# 勒申
勒申，是阿爾巴尼亞西北部列澤州米爾迪塔市镇的行政分区及该市镇的行政中心。原为单独的市镇，在2015年地方政府改革后成为米爾迪塔市镇的一部分。该镇距離首都地拉那約50公里，面積1.4平方公里，海拔高度90米，2011年人口普查时人口数量为8,803人。它也是前米爾迪塔區的区府。鎮上的大教堂建於2000年。